# Aziza Mustafa Zadeh
Pour les articles homonymes, voir Zadeh.
Aziza Mustafa Zadeh (en azéri : Əzizə Mustafazadə) est une chanteuse et pianiste de jazz azérie née le 19 décembre 1969 à Bakou en Azerbaïdjan. Elle réside aujourd'hui à Mayence, en Allemagne.

## Biographie
Aziza Vaguif qizi Mustafazade est née en 1969 dans une famille de musiciens. Son père, le pianiste et compositeur Vaguif Mustafazade est célèbre pour avoir créé le mugham-jazz fusion, un mélange de jazz et de mugham (musique traditionnelle azerbaïdjanaise). Sa mère, Elza Mustafazade, a reçu une éducation classique de chanteuse d’opéra en Géorgie. Enfant, Aziza montra rapidement de l'intérêt pour la danse, la peinture et le chant. À l’âge de 3 ans, elle a accompagné son père sur scène pour la première fois et a interprété une improvisation vocale. Ce devait être la première expression de son talent musical, qu'elle élargit plus tard.
Aziza Mustafazade apprend le piano classique dès le plus jeune âge. Elle apprécie les classiques comme Bach et Chopin mais commence également à montrer du talent pour l’improvisation. « Je ne joue pas ce que je ne peux pas sentir », avoue-t-elle. Aziza subit un fort choc émotionnel quand son père meurt tragiquement sur scène en 1979, à l’âge de 39 ans. Sa mère décide alors d'arrêter sa carrière professionnelle et de se consacrer au développement du talent musical de sa fille. Elle devient son manager, autant que sa conseillère lors de la composition et de l'enregistrement de nouvelles pièces. « Je lui fais confiance, parce qu’elle a de riches connaissance en musique classique, ainsi que l’expérience du jazz avec mon père, remarque Aziza. Elle sait également plein de choses sur la musique, l’histoire et la littérature ». En 1988, âgée de 18 ans, Aziza gagne la troisième place de la compétition Thelonious Monk International Jazz à Washington. Lors de ce concours, elle joue certaines pièces de Monk en y ajoutant quelques éléments de mugham. À la même période, elle déménage en Allemagne et se consacre au développement de son propre style musical. Les œuvres de Frédéric Chopin, Sergueï Rachmaninov et Keith Jarrett font partie de ses influences.

## Carrière
En 1991, Aziza enregistre un premier album en solo titré simplement Aziza Mustafa Zadeh. Elle s'affirme comme une musicienne à la voix inhabituelle et inoubliable, capable de refléter aussi bien ses racines que sa maîtrise de la musique classique et du jazz.
En 1993, c'est en trio qu'elle enregistre Always, avec le bassiste John Patitucci et le batteur Dave Weckl. Beaucoup de souvenirs d'enfance se retrouvent dans cet album, avec lequel elle remporte un ECHO, un prix décerné par la Deutsche Phono-Akademie.
En 1995, elle enregistre Dance of fire avec plusieurs musiciens de jazz de renommée internationale. Sur ce disque, elle est accompagnée par le guitariste Al Di Meola, les bassistes Stanley Clarke et Kai Eckhardt, le batteur Omar Hakim et le saxophoniste Bill Evans. Suit l'album Seventh thruth (1996).
Puis, avec Toots Thielemans et Philip Catherine en sidemen, Aziza sort Jazziza (1997), constitué de ses propres compositions ainsi que de standards de jazz. Ce disque a connu un succès particulier aux États-Unis, au Canada, en Allemagne, en Finlande et au Japon, et s'est vendu à 2 000 000 exemplaires à travers le monde. Il est suivi, en 1998, d'une tournée de 40 concerts dans le monde entier, incluant pour la première fois des dates au Canada et en Australie.
Shamans, sorti en 2002, est enregistré aux studios Abbey Road à Londres, et montre aussi bien ses capacités à jouer du classique, qu'à chanter avec la technique vocale qui lui est propre. Elle utilise aussi, chose plus inhabituelle, des percussions, le chant des grillons, ainsi que la superposition de plusieurs échantillons de sa voix. Le côté spirituel de la vie prend une place plus importante dans cet album.
En février 2005, Aziza commence le travail sur deux disques à New-York aux studios Sony. Ses deux derniers albums, Contrasts et Contrasts II, sortis en 2006 et 2007, se rapprochent de la musique classique et son chant tend vers l'opéra. Aziza repart en tournée en 2007 et, de retour dans son pays d'origine, participe au Festival de jazz de Bakou, où elle fait salle comble.

## Discographie
- 1991 : Aziza Mustafa Zadeh (Columbia, réédité en 1993 sous le titre Aziza)
- 1993 : Always (Columbia Tristar)
- 1995 : Dance Of Fire (Columbia Tristar)
- 1996 : Seventh Truth (Columbia Tristar)
- 1997 : Jazziza (Columbia Tristar)
- 2000 : Inspirations - Colors & Reflections
- 2002 : Shamans (Decca)
- 2006 : Contrasts (Jazziza Records)
- 2007 : Contrasts II: Opera Jazz (Jazziza Records)
- 2020 : Generations (Jazziza Records)